# Yohannes IV

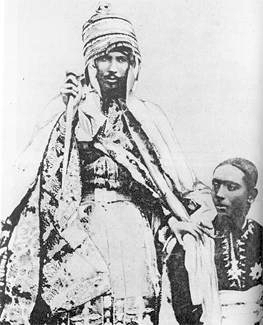
Yohannes IV av Abessinien.

Yohannes IV, född 11 juli 1837, död 10 mars 1889, var en abessinsk kejsare.
Yohannes hette egentligen Kasa och var hövding (ras) i Tigré, då vid kejsar Theodoros död 1868 frågan om självständigheten i Abessinien blev aktuell. Men okuvlig energi och klok beräkning lyckades han småningom samla så stor makt i sin hand, att han 1872 kunde i Aksum låta kröna sig till kejsare av Abessininen under namn av Johannes IV. Han invecklades snart i krig med Egypten, som försökte utsträcka sin makt utöver Nubien, och lyckades genom två segar 1875 och 1876 stoppa den egyptiska expansionen. Han vände sig därefter mot fursten Menilek av Schoa, som han tvingade till underkastelse 1878. Därigenom var riksenheten fullbordad. Åt söder erövrade Johannes 1887 betydande landområden. Ett betydande avbräck led Johannes genom den italienska expansionen vid rödahavskusten från 1882, som ledde till att Massaua, landets viktigaste hamnplats 1885 blev italiensk besittning. På grund av mahdisternas framträngande tvingades Johannes att ge upp motståndet mot italienarna. Han stupade 1889 i strid mot mahdisterna. och Yohannes besegrade Mahdi.